# هیپرترمی بدخیم
هیپرترمی بدخیم (به انگلیسی: Malignant hyperthermia) وضعیت نادر و کشنده‌ای است که در برخی از افراد پس از تماس با داروهای بیهوشی بروز می‌کند.

## عوامل
این بیماری بیشتر در اثر داروهای بیهوشی استنشاقی مانند هالوتان و شل کننده‌های عضلانی مانند سوکسینیل کولین روی می‌دهد. این افراد یک زمینه ارثی برای این بیماری دارند.
علل سندرم‌های هیپرترمی
۱.گرمازدگی،که به دو حالت فعالیتی (ورزش در رطوبت و یا حرارت بیش از حد طبیعی) و غیر فعالیتی (آنتی کولینرژیک، از جمله آنتی‌هیستامین‌ها، داروهای ضد پارکینسون، دیورتیک‌ها، فنوتیازین‌ها)
۲.هیپرترمی ناشی از دارو: آمفتامین‌ها، کوکائین، فنی‌سیکلیدین(PCP)، سالیسیلات‌ها، لیتیوم، آنتی‌کولینرژیک‌ها، سمپاتومیمتیک‌ها.

## علائم
سفتی عضلانی، اسیدوز، افزایش دمای بدن (۱درجه سانتیگراد در هر۱۵ دقیقه) تاکیکاردی و حالت هیپرمتابولیک از علایم آن می‌باشد.

## درمان
درمان انتخابی عبارت است از تجویز وریدی ۱۰mg/kg دانترولن.به محض اینکه به این سندرم مشکوک شدید داروهای بیهوشی یا شل‌کننده دپولاریزان باید قطع شود و فشار مثبت اکسیژن شروع شود.
خنک کردن بیمار و تجویز بی کربنات سدیم از دیگر اقدامات درمانی است.

## پیشگیری
تست انقباض در اثر کافئین - هالوتان، که غلظت کافئین لازم برای ایجاد انقباض در ماهیچه اسکلتی را اندازه‌گیری می‌کند، تست استاندارد برای تشخیص استعداد ابتلاء به هیپرترمی بدخیم است. بیماران نیازمند بیهوشی که مستعد ابتلاء به هیپرترمی بدخیم می‌باشند، باید قبلاً با روزی ۵mg/kg دانترولن خوراکی در چهار دوز مجزاء، به مدت ۳-۱ روز درمان شده، از تجویز داروهای قادر به ایجاد این سندرم در هنگام بیهوشی به این بیماران خودداری گردد. در این بیماران استفاده از هیچکدام از روشهای بیهوشی کاملاً بی‌خطر نمی‌باشد، اگرچه داروهائی که معمولاً تجویز می‌شوند عبارتند از نارکوتیک‌ها، باربیتورات‌ها، نیتروزاکسید و بی‌حس‌کننده‌های موضعی.